# Je ne proteste pas, j'aime
Pour plus de détails, voir Fiche technique et Distribution.
Je ne proteste pas, j'aime (Io non protesto, io amo) est un film musicarello italien sorti en 1967 écrit et réalisé par Ferdinando Baldi et avec Caterina Caselli et Terence Hill (crédité sous le nom de Mario Girotti),,,.

## Synopsis
Une enseignante « moderne », Caterina, utilise la chanson pour l'éducation et la formation des enfants du lieu, ce qui n'est pas du goût d'un vieux baron local.

## Fiche technique
- Titre français : Je ne proteste pas, j'aime[5]
- Titre original :  Io non protesto, io amo
- Réalisation :	Ferdinando Baldi
- Scénario : Ferdinando Baldi, Franco Rossetti
- Producteur : Manolo Bolognini
- Maison de production :	B.R.C.
- Distribution : Euro International Film
- Photographie : Enzo Barboni
- Montage : Sergio Montanari
- Musique : Franco Monaldi
- Scénographie : Luigi Scaccianoce
- Costumes : Marcella De Marc
- Durée : 98 min
- Genre : Comédie musicale
- Langue : italien
- Pays de production : Italie
- Année : 1967

## Distribution
- Caterina Caselli : Caterina
- Mario Girotti : Gabriele
- Bruno Scipioni : frère Collisio
- Pinuccio Ardia : Giuseppe
- Giancarlo Cobelli : Filippo
- Riccardo Del Turco  : lui-même
- Luisa De Santis : Dorothy
- Livio Lorenzon : Baron Francesco Maria Calò
- Mario Frera : Beniamino
- Nina Larker : Barbara
- Enzo Maggio : Felice
- Enrico Montesano : Domenico
- Tiberio Murgia : Salvatore
- Antonella Murgia : Evelina
- Rosita Pisano : Anna Maria